# Urozana cordatula
Urozana cordatula är en fjärilsart som beskrevs av Druce 1885. Urozana cordatula ingår i släktet Urozana och familjen björnspinnare. Inga underarter finns listade i Catalogue of Life.